# Savia Andina
Savia Andina est un groupe de musique bolivien qui a obtenu un succès international avec la musique traditionnelle des Andes.
Le groupe est le résultat de la rencontre de trois camarades de collège : Gerardo Arias, Eddy Navia et Oscar Castro. En 1964, avec le groupe Los Rebeldes, ils débutent avec de la musique rock et enregistrent deux disques.
Le 15 juillet 1975 se crée le quartette Savia Andina lors d'une tournée au Brésil avec le ballet musical bolivien "musica boliviana". Il est alors composé de Gerardo Arias, Eddy Navia, Oscar Castro et Alcides Mejia.
Le groupe a donc pris le nom de "savia" sève car il recueille l'essence même des peuples andins.
Les chansons du quartette se nourrissent de cette sève et les compositions qui en résultent sont imprégnées d'un profond goût des peuples des hautes montagnes andines, chaque instrument reproduit les mélodies des villages et traditions boliviennes.